# Richard Pipes
Richard Edgar Pipes (Cieszyn, 11 de julho de 1923 – Cambridge, 17 de maio de 2018), foi um historiador, escritor, professor universitário e acadêmico norte-americano de origem polonesa, especializado em História da Rússia. Durante os anos da Guerra Fria, Pipes encabeçou as principais equipes de analistas da presidência dos Estados Unidos e em 1976 encabeçou o Time B, um time de analistas organizado pela CIA, que analisou as capacidades estratégicas e os objetivos dos militares e lideranças políticas soviéticas. É pai do acadêmico e analista geopolítico Daniel Pipes.

## Síntese da obra
Pipes é autor de um grande número de livros sobre a História da Rússia, dos quais se destacam A Rússia sob o antigo regime (1974), A Revolução Russa (1990) e A Rússia sob o regime bolchevique (1994) e é frequentemente lembrado como fonte proeminente na imprensa sobre assuntos relacionados à História da União Soviética e às relações diplomáticas com os países do bloco comunista. Exsurge de toda a obra de Pipes um forte enfoque anti-comunista.
Pipes se notabilizou por ter teorizado que as origens da URSS poderiam ser traçadas até as raízes do estado moscovita do Século XV. Na interpretação de Pipes, Moscou diferiu de todo e qualquer forma estatal vista na Europa, especialmente pelo fato de que não havia conceito de propriedade privada e que todos os bens eram vistos como sendo propriedade particular do Tsar. Para Pipes, essa forma de organizar a sociedade asseguraria que a Rússia como um todo fosse sempre uma autocracia, com valores e princípios fundamentalmente dissonantes daqueles da Civilização Ocidental.
Pipes é também um dos principais defensores de uma corrente de análise histórica do totalitarismo segundo a qual a Alemanha nazista e a União Soviética seriam regimes fundamentalmente similares voltados para objetivos e agendas programáticas também similares. Para apoiar seu ponto de vista, Pipes costuma invocar os trabalhos dos historiadores James Gregor, Henry Ashby Turner, Renzo De Felice, Karl Dietrich Bracher, Ernst Nolte e David Schoenbaum, além de Hermann Rauschning. Em um dos capítulos de seu livro A Rússia sob o regime bolchevique, Pipes argumenta que o conceito de fascismo genérico é uma falácia histórica e que o Terceiro Reich, a URSS e a Itália fascista eram todos regimes totalitários unidos pela sua antipatia com relação à democracia.

## Homenagens
Pipes tinha uma extensa lista de honras, incluindo: Cônsul Honorário da República da Geórgia, Membro Estrangeiro da Academia Polonesa de Aprendizagem (PAU), Cruz de Mérito da República da Polônia, Honoraria DHL na Faculdade Adelphi, LLD Honorário em Muskingum College, Doutor Honoris Causa pela Universidade da Silésia, Universidade de Szczecin e Universidade de Varsóvia.  Doutor Honorário em Ciência Política pela Escola de Estudos Políticos de Tbilisi (Geórgia). Palestrante anual do Instituto Norueguês do Nobel da Paz, Walter Channing Cabot Fellow da Harvard University, membro da Academia Americana de Artes e Ciências, membro do Centro de Estudos Avançados em Ciências do Comportamento, Guggenheim Fellow (duas vezes), membro do American Conselho de Sociedades Aprendidas e ganhador do Prêmio George Louis Beer da American Historical Association. Ele era membro do Conselho de Assessores do Comitê Nacional de Política Externa Americana. Ele serviu em vários conselhos editoriais, incluindo o International Journal of Intelligence e Counterintelligence.  Ele recebeu uma das Medalhas de Humanidades Nacionais de 2007  e em 2009 recebeu a Medalha de Liberdade de Truman-Reagan pela Fundação Memorial às Vítimas do Comunismo e o Prêmio Brigham-Kanner de Direitos de Propriedade pelo William E Mary Law School. Em 2010, Pipes recebeu a medalha "Bene Merito" concedida pelo Ministro das Relações Exteriores da Polônia.  Desde 2010, ele pertenceu ao russo Valdai Discussion Club. Ele era membro do conselho consultivo da Fundação Memorial às Vítimas do Comunismo.

## Trabalhos publicados
- The Formation of the Soviet Union, Communism and Nationalism, 1917-1923 (1954),
- The Russian Intelligentsia (1961),
- Social Democracy and the St. Petersburg Labor Movement, 1885-1897 (1963),
- Liberal on the Left (1970),
- Russia Under the Old Regime (1974),
- Soviet Strategy in Europe (1976),
- Liberal on the Right, 1905-1944 (1980),
- U.S.-Soviet Relations in the Era of Détente: a Tragedy of Errors (1981),
- Survival is Not Enough: Soviet Realities and America's Future (1984),
- Russia Observed:  Collected Essays on Russian and Soviet History (1989),
- The Russian Revolution (1990),
- Russia Under the Bolshevik Regime: 1919-1924 (1993),
- Communism, the Vanished Specter (1994),
- A Concise History of the Russian Revolution (1995),[6]
- The Three "Whys" of the Russian Revolution (1995),
- The Unknown Lenin: From the Secret Archive (1996),
- Property and Freedom (1999),[7]
- Communism: A History (2001),[8]
- Vixi: Memoirs of a Non-Belonger (2003),
- The Degaev Affair: Terror and Treason in Tsarist Russia (2003),
- Russian Conservatism and Its Critics (2006),